# Kämpfende Wisente

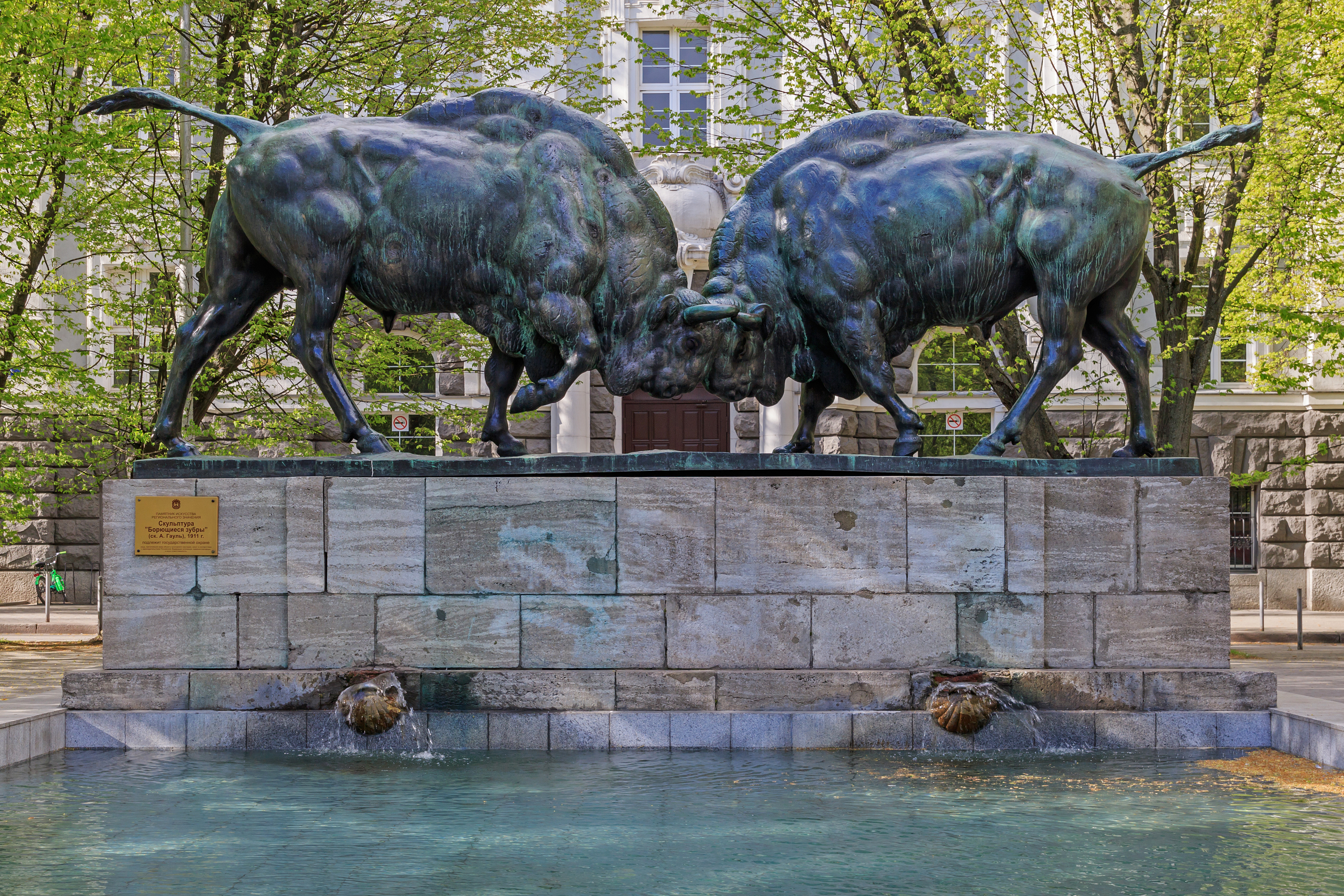
August Gaul: Kämpfende Wisente

Die Kämpfenden Wisente sind eine Großskulptur des deutschen Bildhauers August Gaul (1869–1921), die 1912 in Königsberg (heute Kaliningrad) aufgestellt wurde.  
Der der Berliner Secession angehörende Akademieprofessor August Gaul galt als der bekannteste Tierbildhauer seiner Zeit. Die beiden in Bronzeguss ausgeführten Skulpturen entstanden nach zahlreichen Vorzeichnungen und waren ursprünglich für das Fürstbischöfliche Schloss in Münster gedacht. Nachdem sie dort abgelehnt wurden, schenkte sie der preußische Kultusminister der Stadt Königsberg. Sie wurden als Brunnenskulptur vor dem zukünftigen Land- und Amtsgericht in der Hufenallee (heute Prospekt Mira) am Steindammer Tor aufgestellt und sind bis heute eines der bekanntesten Monumente der Stadt. Im Volksmund wurden sie „Staatsanwalt und Verteidiger“ genannt, Gaul selbst nannte sie „Kämpfende Auerochsen“. Die realistische Darstellung hat das Skulpturenensemble in Königsberg vor der Zerstörung bewahrt. 
Weitere Tierfiguren von August Gaul, der dem Berliner Kunsthändler Paul Cassirer verbunden war, sind heute noch in vielen deutschen Städten zu sehen.